# Gestaçô (Baião)
Gestaçô é uma povoação portuguesa sede da Freguesia de Gestaçô do Município de Baião, freguesia com 14,43 km² de área e 1013 habitantes (censo de 2021), tendo, por isso, uma densidade populacional de 70,2 hab./km²
Situada entre as serras do Marão e de Montemuro, é uma freguesia essencialmente agrícola, onde se produz um dos mais apreciados vinhos verdes da região. A imagem de marca desta freguesia são as famosas bengalas feitas artesanalmente, e únicas no país.

## Demografia
A população registada nos censos foi:
| Distribuição da População por Grupos Etários | Distribuição da População por Grupos Etários | Distribuição da População por Grupos Etários | Distribuição da População por Grupos Etários | Distribuição da População por Grupos Etários |
| -------------------------------------------- | -------------------------------------------- | -------------------------------------------- | -------------------------------------------- | -------------------------------------------- |
| Ano                                          | 0-14 Anos                                    | 15-24 Anos                                   | 25-64 Anos                                   | > 65 Anos                                    |
| 2001                                         | 245                                          | 204                                          | 676                                          | 292                                          |
| 2011                                         | 170                                          | 156                                          | 655                                          | 282                                          |
| 2021                                         | 99                                           | 103                                          | 546                                          | 265                                          |

## Património
- Igreja Paroquial de Gestaçô
- Capela de São Miguel
- Capela da Senhora do Alívio
- Capela da Senhora da Graça

## Personalidades
Freguesia na qual nasceu Soeiro Pereira Gomes, um dos grandes nomes do neo-realismo literário em Portugal, escreveu o livro Esteiros. que dedica "aos filhos dos homens que nunca foram meninos".
Nesta freguesia nasceu no dia 7 de outubro de 1983 Ricardo José Vaz Alves Monteiro, craque da bola, jogador profissional de futebol desde 2001, e capitão do Rio Ave, equipa da primeira liga portuguesa. Milita neste clube desde 2008. No ano 2016 escreveu o livro A Minha Causa onde adverte que o futebol não é tudo na vida de um jovem, há que preparar a vida para o futuro, porque a vida de atleta termina aos trinta e poucos anos e, depois? Foi homenageado na sua freguesia em 2016 com a presença dos presidentes da Câmara de Baião e da Junta de Freguesia. Possui o grau Mestre na área de desporto, obtido na Universidade Beira Interior em 2014.